# Saltstraumen
Der Saltstraumen, 30 Straßenkilometer (Luftlinie etwa 10 Kilometer) südöstlich der Stadt Bodø in Norwegen gelegen, ist der stärkste Gezeitenstrom der Welt. Sein Name leitet sich ab von Salten, der Region, in der er sich befindet. Straumen ist die bestimmte Form von Norwegisch „Strom, Strömung“.
Durch einen 2,5 Kilometer langen und etwa 150 Meter breiten Sund strömen im Wechsel der Gezeiten fast 400 Millionen Kubikmeter Wasser zwischen dem Saltfjord am Meer und dem Skjerstadfjord im Inland (auch „Innerer Saltfjord“) hin und her. Der Sund befindet sich zwischen der Insel Straumøy im Süden und  der Halbinsel Knaplundsoya im Norden. Der Wasserstrom durch den Sundstraumen zwischen Straumøya und dem Festland ist wegen geringer Wassertiefe klein. Noch kleiner ist der Wasserstrom durch den Godøystraumen zwischen Knaplundsøya und dem Festland.

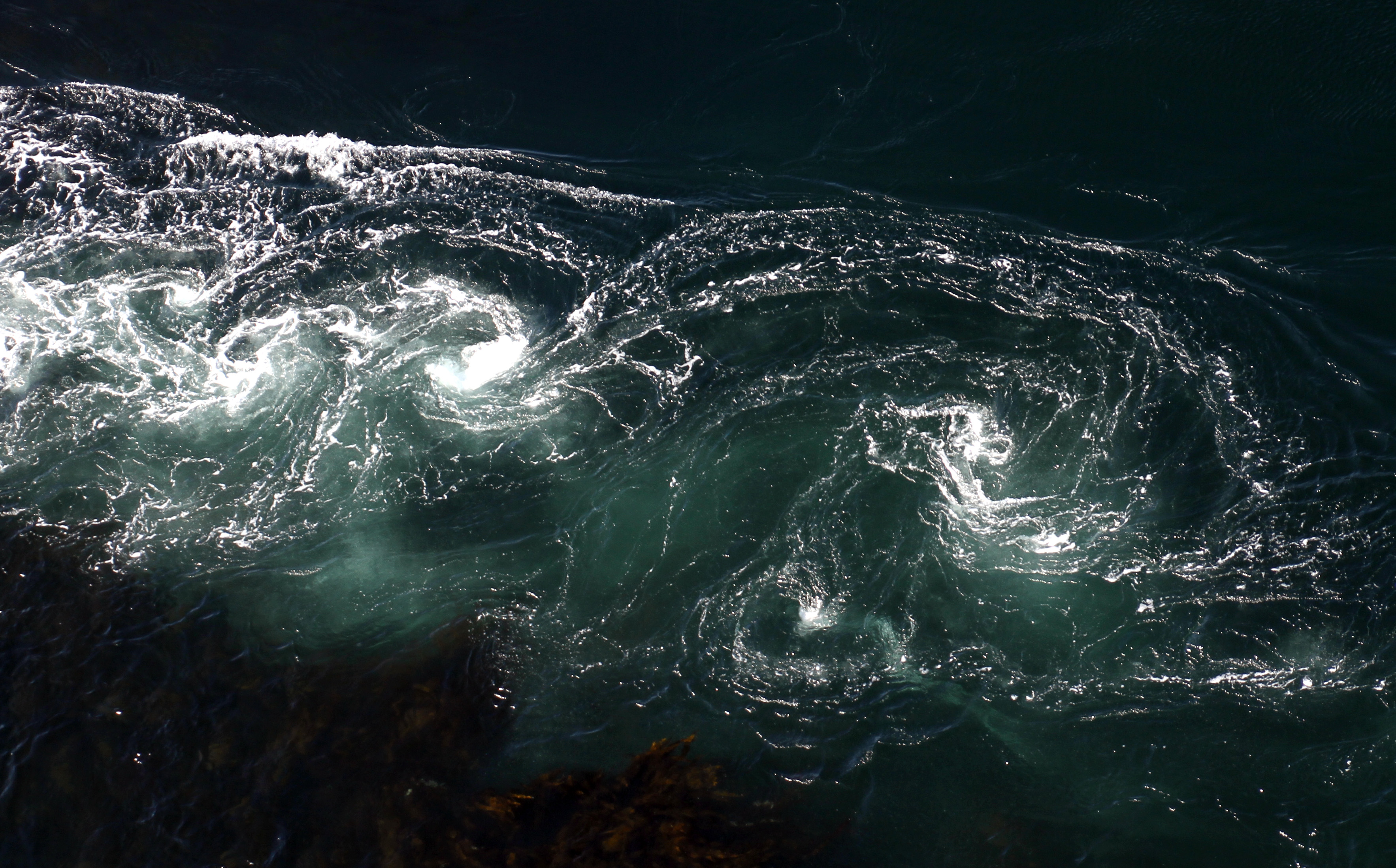
Strudel im Saltstraumen

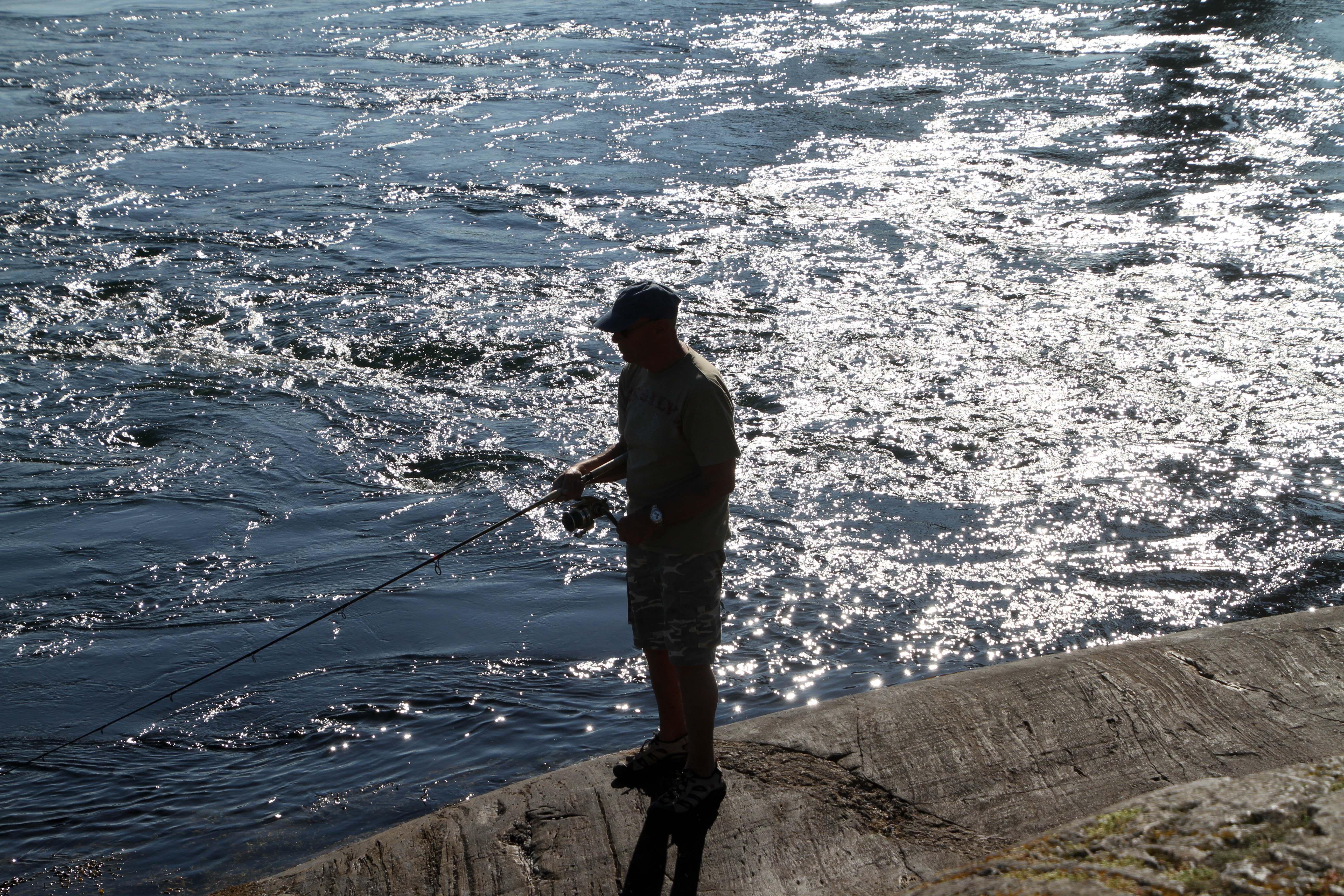
Angler am Saltstraumen

Der Strom erreicht dabei Geschwindigkeiten von bis zu 40 km/h, an seinem Rand entstehen gewaltige Strudel. Sie können einen Durchmesser bis zu zehn Metern erreichen und mehr als vier Meter in die Tiefe reichen. Lediglich bei der Tidenumkehr tritt für kurze Zeit Ruhe ein, also beim Höchst- und Tiefststand des Skjerstadfjords. Durch Tidal Choking fällt der Tidenhub im Skjerstadfjord im Vergleich zum Saltfjord geringer aus und ist zeitlich um 1 Stunde und 41 Minuten versetzt, somit auch der Zeitpunkt der Tidenumkehr. Auf einer Brücke führt die Küstenstraße Fv17 über den Strom und bietet eindrucksvolle Aussichten. Die Ufer des Saltstraumen bieten begehrte Angelplätze, da das nährstoffreiche Wasser Fische anzieht. So wurde hier ein Weltrekord-Köhler gefangen, der 22,7 Kilogramm wog.
In der Sommersaison informiert das Saltstraumen Museum, Ripnesveien, mittwochs und am Wochenende über Lokal- und Naturgeschichte.
Zehn Minuten Fußmarsch entfernt erinnert nordwestlich das Denkmal Kongebautaen an die Besuche dreier Majestäten. Ein nahegelegenes Erlebnis-Center wurde 2005 geschlossen.